# 拉里·H·米勒
拉里·H·米勒（Larry H. Miller，1944年4月26日—2009年2月20日）是一位美國猶他州的著名商人及慈善家。一名摩門教教徒。其下資產包括NBA球隊猶他爵士及經營傳播事業的KJZZ。他於2006年由於禁止斷背山於其下的電影院播映而吸引了全國媒體注意。

## 猶他爵士
拉里·H·米勒於1985年以2千4百萬美元買入猶他爵士隊。歷年來他已經為球隊投入超過2億美元的金錢。歷年來他投資最高的球員是以8千6百萬與安德烈·基里連科簽訂6年合約。